# Rudy Owens
Rudy Owens (né le 18 décembre 1987 à Mesa, Arizona, États-Unis) est un ancien lanceur gaucher des Ligues majeures de baseball jouant avec les Astros de Houston.

## Carrière
Rudy Owens est repêché par les Pirates de Pittsburgh au 28e tour de sélection en 2006. En 2009 et 2010, il est nommé meilleur lanceur de ligues mineures appartenant aux Pirates,. Le 24 juillet 2012, les Pirates échangent Owens, le lanceur gaucher Colton Cain et le voltigeur Robbie Grossman aux Astros de Houston en retour du lanceur partant gaucher Wandy Rodríguez.
Owens fait ses débuts dans le baseball majeur comme lanceur partant des Astros contre les Mariners de Seattle le 23 mai 2014.